# Всходский район
Всходский район — административно-территориальная единица в составе Западной и Смоленской областей РСФСР, существовавшая в 1929—1931 и 1935—1961 годах.
Всходский район был образован в составе Сухиничского округа Западной области в 1929 году. Центром района было село Всходы. Район был образован из территорий, прежде входивших в Дорогобужский, Ельнинский и Юхновский уезды Смоленской губернии, а также Мосальский уезд Калужской губернии.
В 1930 году Сухиничский округ был упразднён, и район перешёл в прямое подчинение Западной области.
В 1931 году Всходский район был упразднён, а его территория разделена между Дорогобужским, Знаменским, Павлиновским и Спас-Деменским районами.
В 1935 году Всходский район был восстановлен. В 1937 году он вошёл в состав Смоленской области.
В 1961 году Всходский район был объединён со Знаменским в единый Угранский район.
Во время Великой Отечественной войны на территории Всходского района действовал партизанский отряд «Северный медведь» под командованием О. С. Барского-Грачёва.